# Amami-Ōshima
Amami-Ōshima (jap. 奄美大島, dt. „große Amami-Insel“) ist eine zur Amami-Gruppe gehörende Insel im Pazifischen Ozean. Sie ist Teil der japanischen Präfektur Kagoshima. Amami-Ōshima hat eine Fläche von 712,35 km² und steht damit auf Rang fünf der „sonstigen“ Inseln Japans neben den vier Hauptinseln.
Verwaltungstechnisch ist die Insel aufgeteilt in die Stadt Amami und den Landkreis Ōshima. Die Stadt Amami wurde am 20. März 2006 durch den Zusammenschluss der Stadt Naze, der Gemeinde Kasari sowie des Dorfs Sumiyō geschaffen. Der Landkreis Ōshima ist weiter unterteilt in die Gemeinde Tatsugō und die Dörfer Yamato und Uken sowie einen Teil der Stadt Setouchi.

## Geschichte
Zum ersten Mal wird die Insel Amami – hier 海見島 ‚Meeresblickinsel‘ geschrieben – 657 urkundlich im Nihon Shoki erwähnt. Im Altertum diente die Insel als südlicher Wegpunkt der japanischen Gesandten zum Hof Tang-Chinas (618–907). Im Laufe der Zeit wurde die Insel vergessen, bis im Mittelalter ein Anji (Feudalherr) die Insel erreichte. Im 15. Jahrhundert wurde die Insel Teil des Königreichs Ryūkyū. 1609 wurde das Königreich Ryūkyū vom japanischen Satsuma-han erobert und 1611 auch Amami.

## Fauna

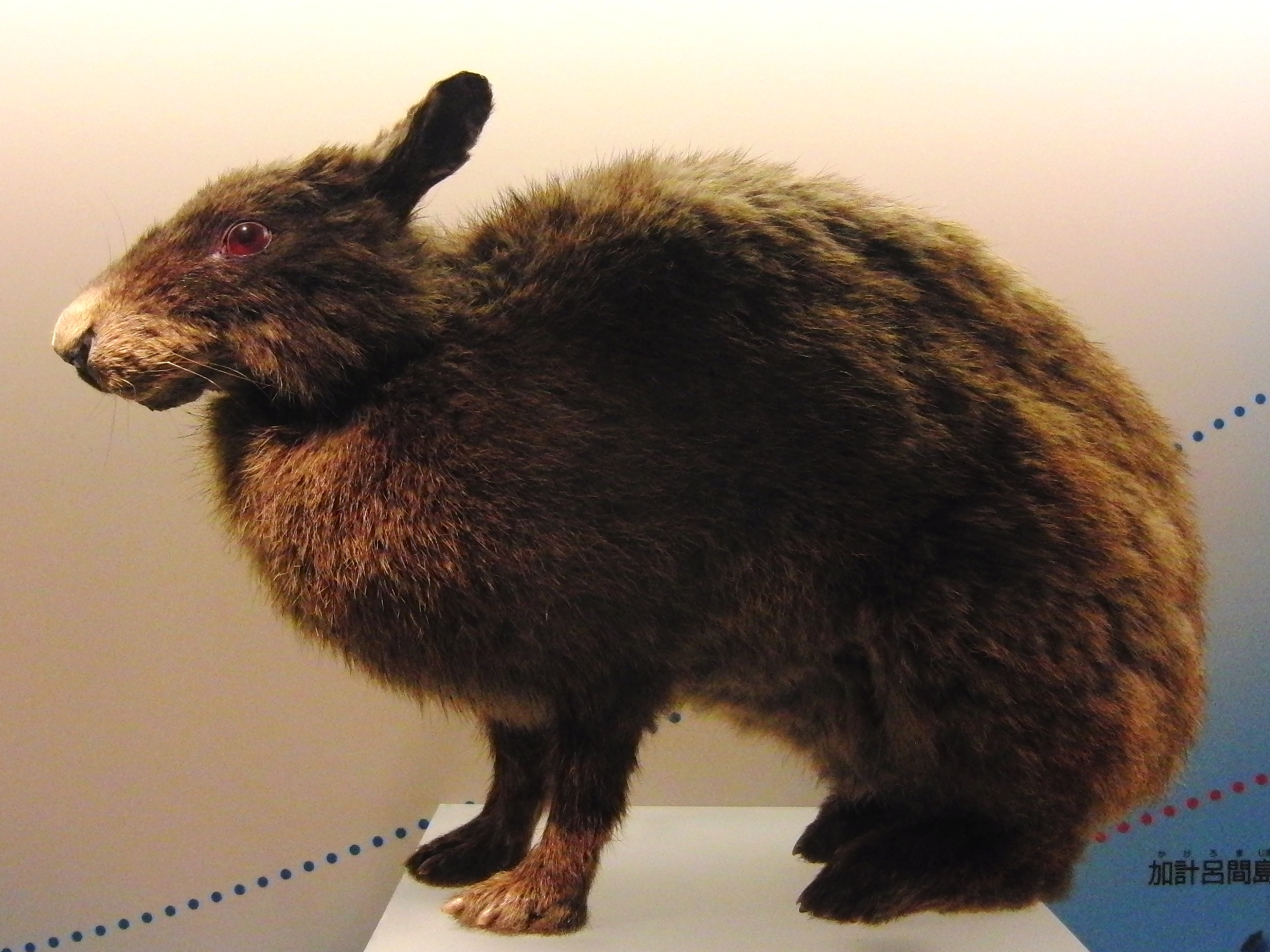
Ausgestopftes Ryukyu-Kaninchen

Das Ryukyu-Kaninchen (Pentalagus furnessi) lebt ausschließlich auf den beiden Inseln Amami-Ōshima und Tokunoshima. Auf der Roten Liste der International Union for Conservation of Nature (IUCN, „Weltnaturschutzunion“) und der nationalen Roten Liste gefährdeter Säugetiere Japans des Japanischen Umweltministeriums wird die Art als stark gefährdet („endangered“) eingestuft. Auf der Insel kommt auch der gefährdete Prachthäher vor. 1979 wurde der Goldstaubmungo (Herpestes auropunctatus) auf die Insel Amami-Ōshima gebracht, um die Anzahl der dort lebenden Giftschlangen zu verringern. Diese Strategie führte jedoch dazu, dass die eingeführten Mungos viele der seltenen einheimischen Arten wie das Ryukyu-Kaninchen und die Froschart Odorrana splendida jagten und so das ökologische Gleichgewicht störten. Als Gegenmaßnahme wurde im Jahr 2000 ein umfassendes Ausrottungsprojekt eingerichtet, um den Mungo wieder von der Insel zu entfernen. 2005 wurde ein spezialisiertes Team, die „Amami Mongoose Busters“, gebildet um diese Bemühungen systematisch voranzutreiben. Derzeit erholen sich viele einheimische Tierpopulationen allmählich. Die Global Invasive Species Database stellt die Mungo-Art zu den hundert schädlichsten invasiven Neobiota weltweit. Weitere auf der Insel verbreitete Froscharten sind Odorrana amamiensis und Babina subaspera. Diese werden von der IUCN als stark gefährdet eingestuft.

## Wirtschaft
Wirtschaftlich lebt die Insel von der Landwirtschaft, von traditionellem Handwerk und dem Tourismus. Angebaut werden Reis, Zuckerrohr und Süßkartoffeln. Das günstige Klima erlaubt zwei Reisernten im Jahr. Zum traditionellen Handwerk gehört die Produktion von hochwertiger handgefertigter Seide, die allerdings unter der Abkehr von traditioneller japanischer Kleidung und Konkurrenz aus Korea gelitten hat.

## Verkehr
Auf Amami-Oshima gibt es den Flughafen Amami.

## Trivia
Der Musik-Hit Shima-uta von The Boom (1992) ist Volksliedern Amamis nachempfunden. 